# Atlason
Atlason ist ein isländischer Name.

## Herkunft und Bedeutung
Der Name ist ein Patronym und bedeutet Atlis Sohn. Atla ist das Genitiv von Atli in der isländischen Sprache. Die weibliche Entsprechung ist Atladóttir.

## Namensträger
- Arnór Atlason (* 1984), isländischer Handballspieler
- Auðunn Atlason (* 1971), isländischer Diplomat
- Emil Atlason (* 1993), isländischer Fußballspieler
- Jón Bjarni Atlason (* 1971), isländischer Germanist
- Sölvi Atlason (* 2000), isländischer Eishockeyspieler